# 豐富車站 (北海道)
豐富站（日语：／ Toyotomi eki */?）位於日本北海道天鹽郡豐富町字豐富，是北海道旅客鐵道（JR北海道）宗谷本線的車站，車站編碼為W74，為豐富町的中心車站，也是特急列車「宗谷」及「佐呂別」的停靠車站之一。

## 車站構造
擁有相對式月台2面2線的車站。車票以前由Kiosk代售，在Kiosk撤走後，改由幌延站派員處理售票業務(營業時間為週一～五，08:00～16:30)。早期日曹炭礦天鹽礦業所專用鐵道以此為起點前往礦坑，並在本站南側設立專屬的站房。月台長度僅能容納4節車廂，遇有列車增結情形則有部分車門不開放。

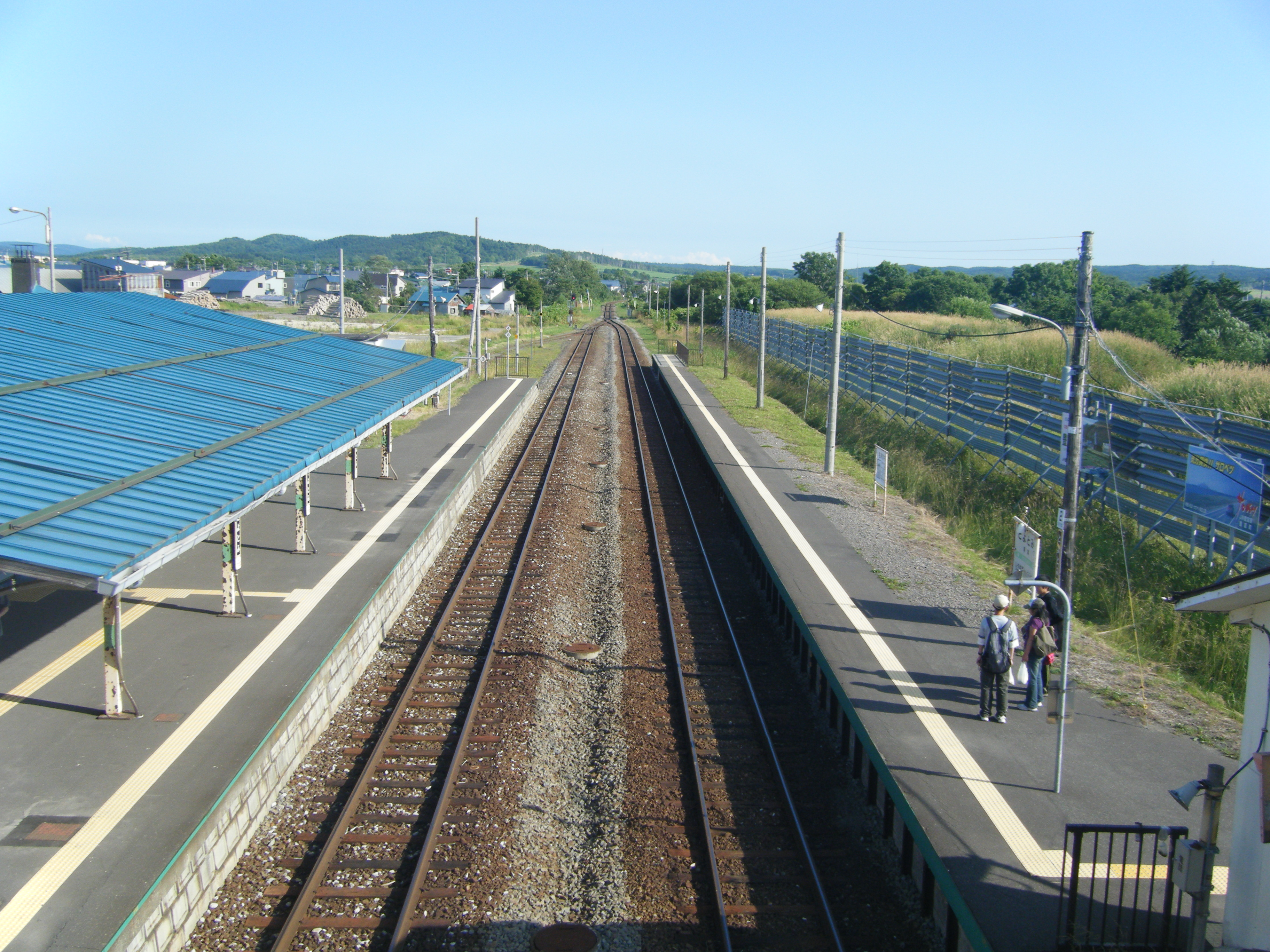
車站月台（攝於2009年8月）

### 月台配置
| 月台 | 路線      | 方向 | 目的地               |
| ---- | --------- | ---- | -------------------- |
| 1    | ■宗谷本線 | 上行 | 名寄、旭川、札幌方向 |
| 2    | ■宗谷本線 | 下行 | 稚內方向             |

## 站名由來
站名來自阿伊努語「ipe-kor-pet/」，意思是魚類豐富的河流。

## 車站周邊
- 北海道道397號豐富停車場線
- 北海道道444號稚咲内豐富停車場線
- 國道40號
- 豐富町公所
- 天鹽警察署（日语：天塩警察署）豐富派出所
- 豐富郵局
- 稚内信用金庫（日语：稚内信用金庫）豐富支庫
- 豐富町農業協同組合（JA豐富町）
- 北海道豐富高等學校（日语：北海道豊富高等学校）
- 豐富溫泉（日语：豊富温泉）
- 佐呂別（（サロベツ））原生花園（利尻禮文佐呂別國立公園）
- 沿岸巴士巴士站「豐富站」

## 歷史
- 1926年5月25日：日本國有鐵道豐富站啟用。
- 1940年2月13日：日曹炭礦天鹽礦業所專用鐵道，豐富 - 一坑間長16.7公里通車。
- 1972年7月29日：日曹炭礦天鹽礦業所專用鐵道全線廢線。
- 1984年2月1日：停止貨物及行李處理的業務。
- 1984年11月10日：簡易委託化車站，廢止剪/收票的業務（但仍配置連査閉塞運轉員）。
- 1986年11月1日：電子閉塞化後裁撤連査閉塞運轉員，成為無人車站。
- 1987年4月1日：國鐵分割民營化，豐富站成為JR北海道轄下的車站。

## 相鄰車站
北海道旅客鐵道（JR北海道）
■宗谷本線
■特急「宗谷」、「佐呂別」
幌延（W72） - 豐富（W74） - 南稚內（W79）
■普通
下沼（W73）－ 豐富（W74）－兜沼 （W76）